# Mexcaltitán

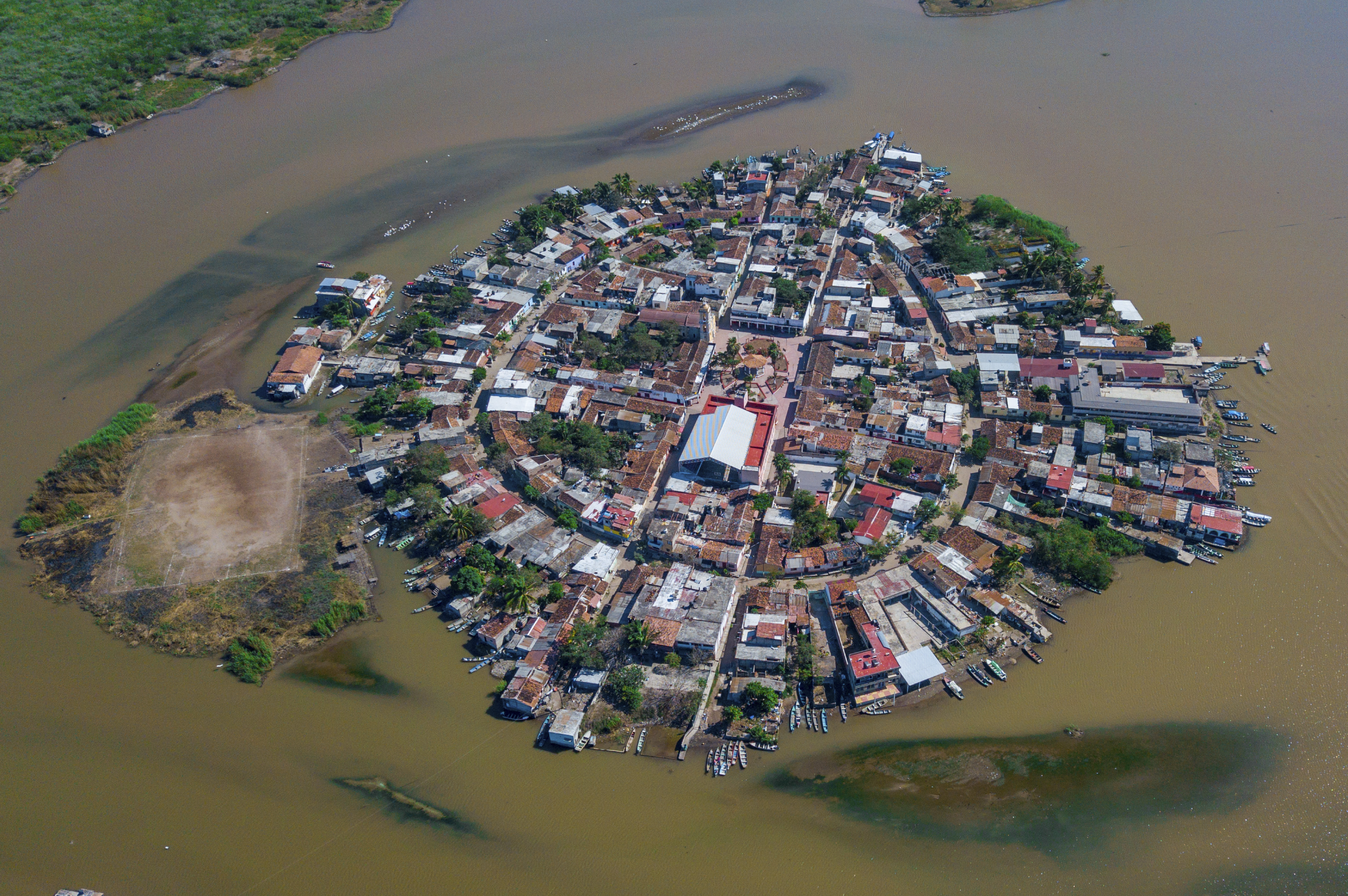
Une vue plongeante sur Mexcaltitán

Mexcaltitán est une île de la lagune côtière du río San Pedro, sur la côte pacifique du Mexique, qui est située dans la commune de Santiago Ixcuintla (es), dans l'État du Nayarit. Les habitants y vivent essentiellement de la pêche. Mexcaltitán est surnommé la Venise mexicaine. La surpopulation croissante remet en cause cet équilibre précaire, entre eau douce et eau salée[réf. nécessaire][pourquoi ?].

## Géographie
Mexcaltitán mesure 1 000 mètres de circonférence (400 mètres du nord au sud et 350 mètres de l'est à l'ouest). Le recensement de 2010 fait état de 818 habitants résidant à Mexcaltitán. L'île possède des maisons peintes de couleurs vives. Les trottoirs sont surélevés parce que l'île est facilement inondée pendant la saison des pluies.

## Histoire
Certains historiens[Lesquels ?] pensent que Mexcaltitán pourrait être l'antique Aztlán, d'où sont partis les Aztèques pour aller fonder Tenochtitlán.

## Transport
Aucune voiture ne circule sur l'île.[réf. nécessaire]